# Сулейовек
Сулейовек или Сулею̀век (на полски: Sulejówek) е град в Полша, Мазовско войводство, Мински окръг. Административно е обособен в самостоятелна градска община с площ 19,31 км2. Към 2012 година населението му възлиза на 19 323 души. Част е от Варшавската агломерация.

## Живели в града
- Юзеф Пилсудски – военен и политик
- Каша Ковалска – певица, композиторка и текстописка